# Erik Sowinski
Erik Sowinski (né le 21 décembre 1989 à Waukesha) est un athlète américain, spécialiste du 800 mètres.

## Biographie

### Carrière
Il codétient depuis le 8 février 2014 en 7 min 13 s 11 le record du monde en salle du relais 4 x 800 m en compagnie de ses compatriotes Richard Jones, David Torrence et Duane Solomon.
Le 19 mars 2016, Sowinski remporte la médaille de bronze des championnats du monde en salle de Portland du 800 m en 1 min 47 s 22. Il est devancé au terme du sprint par son compatriote Boris Berian (1 min 45 s 83) et le Burundais Antoine Gakeme (1 min 46 s 65).

## Palmarès
| Date | Compétition                    | Lieu     | Résultat | Épreuve   | Performance   |
| ---- | ------------------------------ | -------- | -------- | --------- | ------------- |
| 2015 | Relais mondiaux de l'IAAF      | Nassau   | 1er      | 4 x 800 m | 7 min 04 s 84 |
| 2016 | Championnats du monde en salle | Portland | 3e       | 800 m     | 1 min 47 s 22 |
| 2017 | Relais mondiaux de l'IAAF      | Nassau   | 1er      | 4 x 800 m | 7 min 13 s 16 |

## Records
| Épreuve | Temps         | Lieu   | Date          |
| ------- | ------------- | ------ | ------------- |
| 800 m   | 1 min 44 s 58 | Walnut | 19 avril 2014 |